# Zrakoplovna tvrtka
Zrakoplovna tvrtka bavi se zračnim prijevozom putnika i robe. Koristi zrakoplove za pružanje usluga i sklapa partnerstva s drugim zrakoplovnim tvrtkama, u kojima oba zračna prijevoznika nude i obavljaju isti let. Zrakoplovne tvrtke trebaju za rad licencu, koju izdaje državno tijelo za zrakoplovstvo. Mogu biti redovne ili čarter zrakoplovne tvrtke.
Prva zrakoplovna tvrtka bila je njemačka tvrtka za cepeline DELAG, osnovana 16. studenog 1909. godine. Četiri najstarije zračne tvrtke, isključujući operatere cepelina, koje još uvijek postoje su: nizozemski KLM (1919.), kolumbijska Avianca (1919.), australski Qantas (1920.) i češki Czech Airlines (1923.)
Vlasništvo zrakoplovnih tvrtki promijenilo se s pretežno privatnog vlasništva do 1930-ih na državno vlasništvo od 1940-ih do 1980-ih i natrag u privatizaciju velikih razmjera nakon sredine 1980-ih. Od 1980-ih također postoji trend velikih spajanja i formiranja saveza zrakoplovnih tvrtki. Najveće alijanse su: Star Alliance, SkyTeam i Oneworld, a ove tri zajedno činile su više od 60% globalnog komercijalnog zračnog prometa u 2015. godini. Zrakoplovne tvrtke koordiniraju svoje programe usluga putnicima (kao što su saloni i programi za česte putnike), nude posebne međulinijske karte i često se uključuju u opsežnu dodjelu kodova (ponekad na razini cijelog sustava).
Prema podacima za 2019., najveća zrakoplovna tvrtka po broju prevezenih putnika i veličini flote bila je American Airlines Group, dok je Delta Air Lines najveća po prihodima. Grupa Lufthansa bila je najveća u pogledu broja zaposlenika, FedEx Express u pogledu teretnih tonskih kilometara, Turkish Airlines u smislu broja zemalja u kojima se posluje i UPS Airlines u smislu broja poštanskih odredišta (iako je United Airlines bio najveći putnički zračni prijevoznik u smislu opsluženih odredišta).

## Galerija
- Dubrovnik Airline
- Aeroflot A320-200
- Air Europa Boeing 737-85P
- Czech Airlines Airbus A330